# ميناء أصيلة
ميناء أصيلة الحالي تم تشييده سنة 1992. ويتكون من ميناء للصيد البحري ومارينا للترفية مخصصة لاستقبال اليخوت السياحية.

## الموقع
يقع ميناء أصيلة في إقليم طنجة أصيلة، على الساحل الأطلسي وسط مدينة أصيلة، ويبعد بمسافة 40 كلم عن مدينة طنجة و30 كلم عن مدينة العرائش. ويمكن الوصول إليه عبر الطريق الإقليمية رقم 2 التي تربط بين أصيلة وطنجة.

## المميزات

### البنية التحتية
تبلغ مساحة الحوض المائي بميناء أصيلة 20 هكتارا توفر له 1158 متر من منشآت الحماية سدا منيعا اتجاه أمواج المحيط العاتية ويبلغ طول رصيفه 100 متر بعمق مترين، وتبلغ الطاقة الاستيعابية لميناء الصيد 150 وحدة، كما يتوفر الميناء كذلك على سطح مائل طوله 55 متر وعرضه 10 أمتار خصص لإصلاح قوارب الصيد.

### خدمات مينائية
من بين الخدمات التي يقدمها الميناء:
- وقوف قوارب الصيد.
- تزويد القوارب بالماء والكهرباء والوقود والمواد الغذائية.
- تجفيف القوارب للقيام بالإصلاحات البسيطة.
- تسويق الأسماك المصطادة في سوق السمك.

## تاريخ

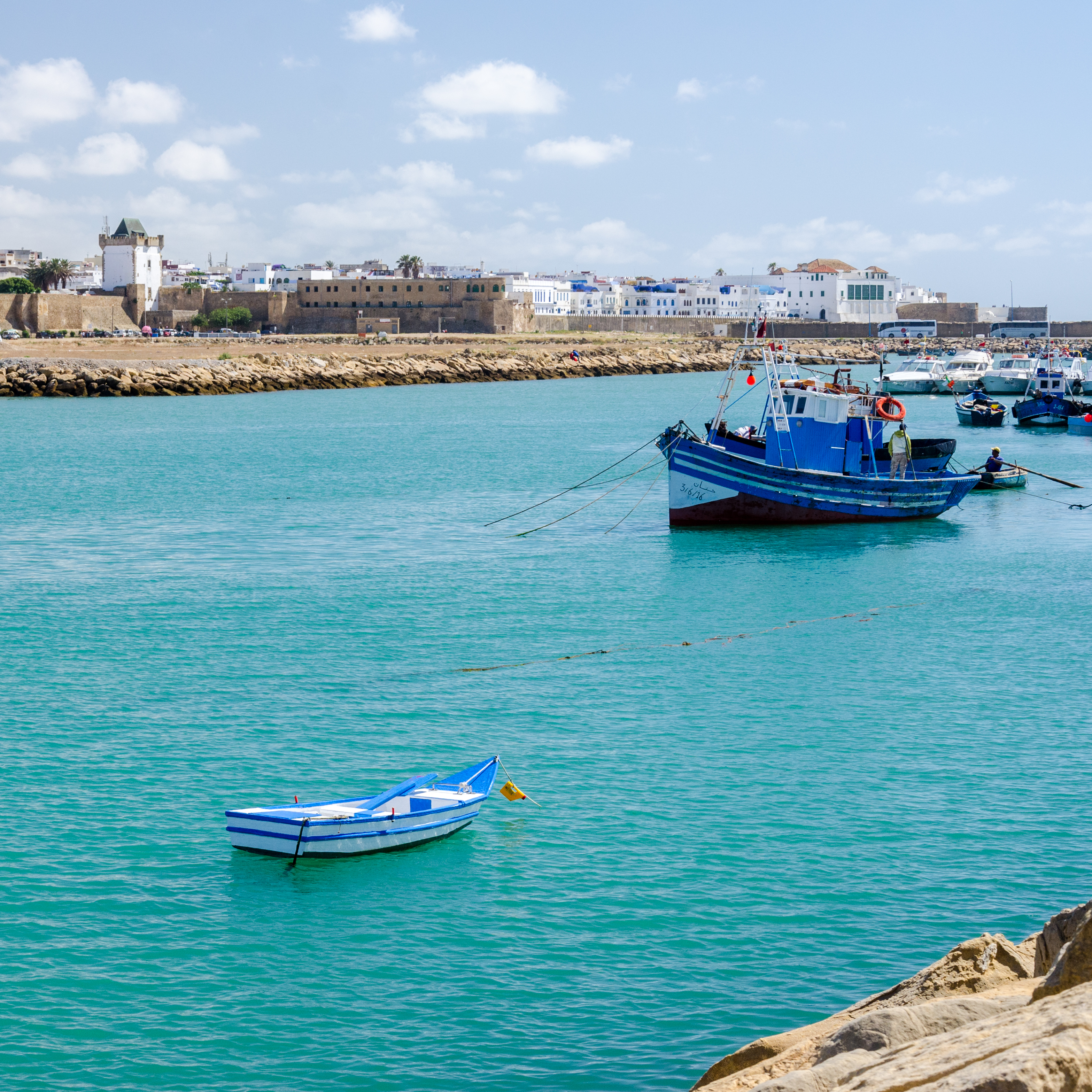
قوارب تقليدية في حوض الميناء

شيد ميناء أصيلة الحديث سنة 1992 وفي السابق كان ميناء أصيلة مركزا تجاريا، تفد إليه السفن التجارية من موانئ إيبيريا ومدن إيطاليا، وكذا من مرسيليا الفرنسية، محملة ببضائع أوروبا وتنقل منه إلى أوروبا السلع والبضائع المغربية. ففي زمن المستضيء ابن إسماعيل في القرن الثاني عش كان مرسى أصيلة مركزا تجاريا لتصدير الحبوب من أصيلة إلى أوروبا

## الدور الاقتصادي
يتمثل النشاط الأساسي لميناء أصيلة في الصيد إذ يلعب المرسى دورا هاما في انعاش اقتصاد المدينة خصوصا مع موسم صيد سمك أبو سيف الذي تبلغ كمية مفرغاته 90 بالمائة من مجمل الكميات المصطادة، ويبلغ عدد القوارب التقليدية النشيطة 110 قوارب، كما توجد كذلك 3 قوارب للصيد بالخيط و 8 قوارب صيد بالجر ويوفر النشاط المرتبط بالصيد البحري في الميناء ما يقارب 500 منصب شغل.